# Gimdi
Gimdi (nep. गिम्दी) – gaun wikas samiti w środkowej części Nepalu w strefie Bagmati w dystrykcie Lalitpur. Według nepalskiego spisu powszechnego z 2001 roku liczył on 459 gospodarstw domowych i 2525 mieszkańców (1225 kobiet i 1300 mężczyzn).